# Leoncin (gemeente)
De gemeente Leoncin is een landgemeente in het Poolse woiwodschap Mazovië, in powiat Nowodworski (Mazovië).
De zetel van de gemeente is in Leoncin.
Op 30 juni 2004 telde de gemeente 5082 inwoners.

## Oppervlakte gegevens
De gemeente heeft een oppervlakte van 158,84 km², waarvan:
- agrarisch gebied: 38%
- bossen: 50%

De gemeente beslaat 22,97% van de totale oppervlakte van de powiat.

## Demografie
Stand op 30 juni 2004:
| Omschrijving                   | Totaal | Totaal | Vrouwen | Vrouwen | Mannen | Mannen |
| ------------------------------ | ------ | ------ | ------- | ------- | ------ | ------ |
| eenheid                        | aantal | %      | aantal  | %       | aantal | %      |
| inwoners                       | 5082   | 100    | 2561    | 50,4    | 2521   | 49,6   |
| bevolkingsdichtheid (inw./km²) | 32     | 32     | 16,1    | 16,1    | 15,9   | 15,9   |

In 2002 bedroeg het gemiddelde inkomen per inwoner 1491,74 zł.

## Administratieve plaatsen (sołectwo)
Gać, Gniewniewice Folwarczne, Górki, Leoncin, Nowa Dąbrowa, Nowa Mała Wieś, Nowe Grochale, Nowe Polesie, Nowy Secymin, Nowy Wilków, Ośniki, Rybitew, Secymin Polski, Stanisławów, Stara Dąbrowa, Stare Polesie, Wilków nad Wisłą, Wilków Polski.

## Overige plaatsen
Cisowe, Głusk, Krubiczew, Mała Wieś przy Drodze, Michałów, Nowe Budy, Nowe Gniewniewice, Nowiny, Secyminek, Stare Gniewniewice, Stare Grochale, Teofile, Wincentówek, Zamość.

## Aangrenzende gemeenten
Brochów, Czerwińsk nad Wisłą, Czosnów, Kampinos, Leszno, Zakroczym